# تل کاکا A
تل کاکا A مربوط به سده‌ها میانه دوران‌های تاریخی پس از اسلام، قرون میانه اسلامی است و در شهرستان قیروکارزین، بخش افزر، دهستان افزر، شمال غرب روستای کرکویه واقع شده  است. این تپه باستانی با شمارهٔ ثبت ۲۶۶۶۱ به‌عنوان یکی از آثار ملی ایران به ثبت رسیده است.